# Cucurbitaria obducens
Cucurbitaria obducens är en svampart som först beskrevs av Heinrich Christian Friedrich Schumacher, och fick sitt nu gällande namn av Franz Petrak 1927. Cucurbitaria obducens ingår i släktet Cucurbitaria och familjen Cucurbitariaceae.   Inga underarter finns listade i Catalogue of Life.
I den svenska databasen Dyntaxa används istället namnet Teichospora obducens för samma taxon.  Arten är reproducerande i Sverige.